# Walentyna Subocz
Valentina Suboč (* 10. Januar 1942 in Gaspariškiai, Rajongemeinde Švenčionys) ist eine litauische Politikerin.

## Leben
1962 absolvierte sie das Diplomstudium der Pädagogik in Leningrad. Von 1959 bis 1971 arbeitete sie in der Grundschule Padubingė bei Švenčionys. Von 1971 bis 1974 war sie Sekretärin und danach Vorsitzende des Ausführungskomitees Pabradė. Von 1978 bis 1987 war sie stellvertretende Leiterin des A. Mickevičius-Kolchoses. Ab 1990 arbeitete sie in der Verwaltung Pabradė. Von 1990 bis 1992 war sie Deputatin im Seimas.
Sie war Mitglied von Lietuvos komunistų partija und Lietuvos lenkų sąjunga.